# مانويل دي ألميدا
مانويل دي ألميدا (بالبرتغالية: Manuel de Almeida‏) هو كاهن كاثوليكي ودبلوماسي برتغالي، ولد في 1580 في فيسيو في البرتغال، وتوفي في 10 مايو 1646 في غوا في الهند.